# Leuctra
|  | Per a altres significats, vegeu «Lèuctron». |

Leuctra (del grec antic: Λεῦκτρα, llatí: Leuctra) o, ocasionalment, Leuctres (del llatí: Leuctræ), fou una població de l'antiga Grècia situada a la regió de Beòcia, a la via entre Tèspies i Platea, en territori de Tèspies.
Leuctra fou teatre de la famosa batalla de Leuctra entre espartans i tebans el 371 aC, que va posar fi a la supremacia d'Esparta i va establir l'hegemonia de Tebes. A la plana hi havia la tomba de dues noies de la ciutat que foren violades per dos espartans i es van suïcidar, tombes que Epaminondes va cobrir d'ofrenes abans de la batalla, car un oracle havia predit que els espartans serien derrotats en aquest lloc. A la batalla van morir deu mil espartans.
Identificada inicialment amb la moderna Lefka (Λεύκα), a prop de Rimókastro, aquestes ruïnes van resultar ser les de Tèspies. Leuctra segurament fou un llogaret molt petit que ja no existia en temps d'Estrabó, qui l'anomena un τόπος ('indret'). La ciutat devia ser a la vall de Tèspies, i la batalla es va lliurar a la part nord d'una zona de túmuls (tombes de soldats morts) entre Tèspies i la part occidental de la plana de Platea.